# Ali A.K.A. Mind
Ali Rey Montoya (Bogotá, 4 de febrero de 1982), conocido artísticamente como Ali A.K.A. Mind, es un rapero y productor musical colombiano. Su música está influenciada por múltiples géneros desde el rap estadounidense de Boot Camp Clik hasta los boleros de Julio Jaramillo, y desde las ideas de Eloy Alfaro hasta la poesía de Atahualpa Yupanqui. Su inspiración nace de las realidades de su vida, que plasma con pasión en cada una de sus canciones con un mensaje de conciencia social; la sensibilidad con la que percibe el mundo que lo rodea lo incita a traducir su sentimiento en canciones de rap.

## Trayectoria
ALI inicia su carrera en el año 2004 en la ciudad de Bogotá como MC y productor independiente, decide formar el grupo Capital Special junto a Addy‐S, con el cual saca la maqueta auto editada (disco) “El Arte de la Calle”.
En el año 2006, sale de Colombia y en este mismo año presenta su primer material como solista, el sencillo “Vivimos en Guerra”.
En el 2008 presenta su álbum debut como solista titulado “Rap Conciencia” un trabajo con un gran contenido de conciencia social que recopila su visión de una América Latina culturalmente diversa. Este disco cuenta con colaboraciones de artistas de Estados Unidos, Colombia, Argentina, Ecuador y El Salvador.
Para el 2010 presenta un nuevo sencillo con videoclip llamado “Sigo en la mía” junto a DJ Akrylik, en el año 2011 lanza un nuevo videoclip llamado “Señor papel” ambos realizados por Victory producciones y bajo la dirección de Fabricio Martín.
En el 2012 lanza su segunda producción discográfica titulada “Palabras del Alma”, un trabajo cargado de poesía y lírica dedicado a sus raíces, este trabajo tiene como sencillo promocional el tema titulado “Hoy quiero confesarles.” El videoclip de esta canción fue filmado en Buenos Aires Argentina bajo la dirección de Javier Espitia – Malpelo Films.
Antes de finalizar el 2012, sale a la luz el videoclip “Discúlpame” de la mano de Jonathan Jones, segundo sencillo incluido también en dicho álbum.
En el 2013 participa como banda sonora en el cortometraje “Una oportunidad” y del cual se desprende el videoclip del mismo nombre. Durante el primer semestre del 2013 da a conocer la canción inédita “Afortunado” en versión acústica con videoclip, rodado en Bogotá en compañía de Lianna, Sebastian Panesso y Catalejo Films. Posteriormente lanza el videoclip de la canción “Mi Raíz” de la mano de Oro Producciones.
Así mismo durante el 2013 emprende su gira denominada “Latinoame‐Rica” recorriendo  partes  de  Colombia, México, Argentina, Perú y Ecuador.
Para el segundo semestre del 2013 se aventura por las ciudades de su Colombia natal, en el marco de una gira a la que nombra “De Rolis Por mi Raíz”, con la que realiza 10 shows en diferentes ciudades.
En el 2014 es invitado a cerrar el festival internacional Galeras Rock en Pasto, Colombia y presentó su show en algunas ciudades de Argentina y Ecuador.
En el mes de octubre del mismo año lanzó su tercer disco como solista llamado “Mestizo”, este álbum es una combinación de temas unos hechos por beat-makers, y otros hechos a partir de instrumentos musicales tocados. “Deja” fue el primer sencillo con videoclip adelantado de esta producción, con dirección de Luis J. Celedón – Malpelo Films & Naiz Films.
Ali también fue invitado para celebrar los 18 años del Festival Hip Hop al parque en Bogotá, show que realizó previo al cierre.
En este 2015 da a conocer su videoclip llamado “Yo me identifico” de la mano de Rapoza Films rodado en su totalidad en la ciudad de Quito, Ecuador. Y para este mismo año presenta el videoclip “Mestizo”, dirigido por Hugo Rubiano y Santiago Diaz Vence, con producción de Malpelo Films y Oro y coproducción de Dreams Fotografía. En el mes de abril presentó el primer corte de una  serie de clips que se llamará Universos. 
En 2016 lanza su quinta producción discográfica (cuarta como solista), titulada “Sobreviviente”, disco que es incluido entre los 10 mejores del año según la revista RollingStone Colombia. Lanza el sencillo con videoclip titulado “Mi ciudad es fresca”. Realiza gira por Europa y Latinoamérica, completando así conciertos en ocho países y más de quince ciudades.
En lo que va del 2017 es invitado a cerrar el ciclo de Hip Hop de una de las ferias más importantes del país, la feria de Manizales.
En julio de 2017 lanza el videoclip animado Nada Más, recibiendo críticas muy positivas por la prensa colombiana, esta canción es elegida dentro de los 20 cañonazos colombianos alternativos de 2017 para Caracol TV, también es seleccionada dentro de las 50 Mejores canciones colombianas de 2017 para Revista Shock, es elegida como uno de los 25 cañonazos cabeceables del Rap Colombiano en 2017 para Red Bull Colombia y como la canción del año para la emisora web Emitc La Salle.
Ali lanzó tres sencillos con videoclip durante 2017, “Siempre Recuerdos” junto a Gera MXM de México y Norick de Perú. Otra Pa Mi Cuenta que contó con un videoclip grabado totalmente en Nueva York bajo la dirección de ALI y bajo la producción de MAIND Producciones esta canción logró la posición número 4 en la lista Radiónica Top 25 en la radio pública. El tercer single lanzado fue Invadiendo los proyectos featuring ATA del legendario grupo La Etnnia de Colombia, el videoclip de esta canción fue grabado en Manhattan y Bogotá bajo la dirección de ALI y la producción de MAIND Producciones y 24 Studios. Este video fue elegido dentro de los 10 mejores videoclips de 2017 para el Canal de Televisión Pública Canal Trece.
ALI fue nominado en los primeros premios de hip hop colombiano Premios Zona 57 en las categorías de Mejor Solista, Mejor Videoclip con Nada Más, Mejor Canción con Otra Pa Mi Cuenta, y Mejor Álbum con Sobreviviente. Finalmente recibió el premio como Mejor Álbum.
También fue seleccionado como la portada para el mes de octubre de la Revista especializada Music Machine Magazine.
La imagen de ALI fue usada en la portada de la primera playlist oficial de Rap Colombiano de Spotify denominada “RAPública de Colombia”  
En el segundo semestre de 2017 Ali continua con su Gira Sobreviviente tocando en ciudades como Villavicencio, Tunja, Ibagué, Bogotá, Armenia, Medellín en Colombia, Guadalajara, Metepec y Ciudad de México en México completando así durante todo el 2017 más de 25 conciertos, en más de 17 ciudades y 4 países.
En diciembre de 2017 realiza en Bogotá lo que él mismo denominó como “Un Show Largo”  un concierto jamás presentado al público en el que cantó éxitos de todos sus álbumes e incluyó la participación de grandes artistas como Lianna y Doctor Krápula. En este mismo mes es elegido como el artista N.º 1 de los 25 Artistas del 2017 para la emisora de Radio Pública Radiónica 99.1 FM Web.

## Discografía

### Rap conciencia (2008)
En el 2008 ALI presenta su álbum debut como solista, titulado “Rap Conciencia”, disco que cuenta con 19 pistas y colaboraciones de artistas de Estados Unidos, Colombia, Argentina, Ecuador y El Salvador. Este trabajo se encuentra distribuido actualmente en tiendas especializadas de varios países de Latinoamérica y Estados Unidos.
1. Estoy presente
2. Refugiados
3. Pasaporte colombiano
4. Vidas paralelas
5. Rap conciencia (interlude)
6. Rap conciencia
7. Keep't real
8. Mi melancolía
9. Yo tengo una pena
10. Es una lucha constante
11. Noche latina
12. Tráfico
13. De la pelea
14. Las cinco rosas
15. Interlude por Ramón Merlo
16. Hasta la victoria
17. Honor y sacrificio
18. Sin salida
19. Outro

### Palabras del alma (2012)
En el 2012 ALI lanza su segunda producción discográfica, "Palabras del alma",  la cual tiene como sencillo promocional el tema titulado Hoy quiero confesarles. El videoclip de esta canción fue filmado en Buenos Aires,  bajo la dirección de Javier Espitia – Malpelo Films.
1. Hoy quiero confesarles
2. Yo Me Identifico
3. Hay palabras
4. Interlude mi raíz
5. Mi raíz
6. Ya no me importa
7. Rey
8. Indiferencia
9. Rain
10. Interlude palabras del alma
11. Palabras del alma
12. Discúlpame
13. Medium
14. Es nuestro tiempo
15. Hijos del rigor
16. La lucha es ahora
17. Nunca es tarde pa' empezar
18. Un simple punto de vista
19. Señor papel

### Mestizo (2014)
Tercer trabajo discográfico en su carrera artística, luego de “Rap Conciencia” y “Palabras del Alma”.
ALI define este nuevo material como una mezcla de pensamientos, ideas, vivencias y ritmos musicales.
1. Mestizo
2. Deja
3. Hip hop
4. A veces quiero
5. Esto es serio
6. Resiste
7. No es como se creyó
8. La historia de una canción
9. Mucho respeto
10. Yo necesito
11. Sangra
12. Nada nos para
13. Fin

### Sobreviviente (2016)
Cuarto trabajo discográfico en su carrera artística, luego de “Rap Conciencia” “Palabras del Alma” y “Mestizo”.
1. Sobreviviente
2. Mi ciudad es fresca
3. Nostalgia
4. Bife de chorizo
5. Hijos de los días
6. Merlo
7. Un día
8. Emily
9. Todo pasa
10. SK8
11. Colombianos Worldwide
12. Nada más
13. El atraco
14. Ahora todos

### Universos Mixtape (2018)
Quinto trabajo discográfico lanzado, más que un álbum con un concepto único es considerado por Ali como un Mixtape donde se reúnen varios versos e ideas generadas durante sus viajes, y colaboraciones con amigos y colegas del hip hop latinoamericano, el título del mixtape viene de la idea de Unir-Versos.
1. Preludio
2. La vida es solo una
3. Ahora que puedo (ft. Aerophon)
4. Sentimiento Cotidiano
5. Siempre Recuerdos (ft. Gera MX y Norick)
6. Ahora todos (Remix)
7. Otra pa' mi cuenta
8. Invadiendo los proyectos (ft. Ata de La Etnnia)
9. De nuevo
10. Mi Castigo (ft. Yoky Barrios)
11. Latinos Stand Up (ft. iQlover)

### Grandes Éxitos: 15 Años de Carrera Musical (2019)
Álbum recopilatorio en conmemoración de los 15 años de carrera musical, lanzado el 24 de mayo de 2019 en este disco se reúnen varias canciones importantes de sus anteriores discos en versiones remasterizadas. Fue incluido por el periodista musical Chucky Garcia en la posición Nº3  en el listado la revista Shock de los 25 álbumes definitivos del hip hop colombiano
1. Mestizo
2. La vida es solo una
3. Emily
4. Discúlpame
5. Deja
6. Mi melancolía
7. Nunca es tarde pa' empezar
8. Yo necesito
9. Mi raíz
10. A veces quiero
11. Hoy quiero confesarles
12. Las cinco rosas
13. Sangra
14. Mi ciudad es fresca
15. Nada más

### Bombas Inéditas Mixtape (2020)
Este mixtape se concibió como una recopilación de los sencillos lanzados por ALI durante 2019 y 2020. Los viajes, las personas, las situaciones de rabia y de dolor, el inconformismo de una patria insensible, la familia, las caídas, los triunfos y la pandemia, todo esto conjugado en un mixtape de 7 temas unidos en una sola pista de 27 minutos con 28 segundos mezclado por Dj Destroy Arms.
- Intro
- Mi vida es una fiesta
- Back to back (ft. Achepe)
- Amo
- Todo el tiempo
- Mientras (ft. Gonzalo Genek)
- Revelaciones
- Cypher NYC (ft. King Capo, Cazike, Negro Gonzalez)
- Emancipación
- Paraíso fiscal (ft. Doble Porción)
- Outro

### Manjit 1 (2021)
Según ALI este disco fusiona una profunda búsqueda interior con valores como la paz, la salud, la gratitud y la fe, elementos propios de su proceso creativo; pero también le habla a la muerte de viejas ideas y conceptos para renacer en la búsqueda del amor que, en sus propias palabras, es la llave del universo. Manjit es un nombre de origen hindú que significa luz de la mente, significa conquistador del conocimiento. En el disco se encuentra una historia entrelazada entre varias historias, un disco mucho más conceptual con sonidos diferentes y con una exploración interior del artista en cuanto a las letras y en cuanto al sonido. 
1. Guaza
2. Uno
3. Caciques del altiplano (ft. PNO y Macko)
4. Tú (ft. Elias Wallace)
5. Magnum Opus
6. Fire
7. Masta Mind Polo (ft. Masta Ace y Prod. Marco Polo)
8. Arte, Luz, Intemperie
9. La llave del universo
10. Dicen que el perdón (ft. Flor De Rap)
11. Recreo
12. Manjit 1
13. Mind
14. Buen viaje
15. Tinkunakama

## Filmografía
| Año  | Título          | Papel          | Notas                                                                                        |
| ---- | --------------- | -------------- | -------------------------------------------------------------------------------------------- |
| 2013 | Una oportunidad | ALI A.K.A MIND | Cortometraje dirigido por Santiago Díaz Vence y producido por Malpelo Films y Maff Velásquez |